# Davido
David Adedeji Adeleke (Atlanta, 21 de novembro de 1992), mais conhecido como Davido, é um cantor, compositor e produtor musical americano-nigeriano. Ele é considerado um dos mais importantes artistas de Afrobeats do século XXI e por popularizar o gênero em outros continentes.
Davido nasceu em Atlanta, nos Estados Unidos, e foi criado na cidade de Lagos, Nigéria. Ele iniciou sua carreira musical como membro do grupo KB International.
Davido iniciou os estudos em administração de empresas na Oakwood University antes de abandonar a carreira acadêmica para se dedicar a criação de batidas e a produção musical. Ele alcançou a fama após lançar "Dami Duro", o segundo single de seu primeiro álbum de estúdio Omo Baba Olowo lançado em 2012. Davido ganhou o prêmio Next Rated na premiação de música africana The Headies. Em janeiro de 2016, Davido anunciou no Twitter que havia assinado um contrato com a Sony Music e alguns meses depois, fundou a gravadora Davido Music Worldwide.
Em 2019, a revista New African listou Davido como um dos 100 africanos mais influentes. Ele é um embaixador cultural da Nigéria e uma voz proeminente dos direitos humanos na África.  Ele também é um dos artistas africanos mais seguidos no Instagram e no Twitter.

## Discografia

### Álbuns de estúdio
- Omo Baba Olowo (2012)
- A Good Time (2019)
- A Better Time (2020)
- Timeless (2023)
- 5ive (2025)